# بطولة اتحاد آسيان لكرة القدم 2016
بطولة اتحاد آسيان لكرة القدم 2016، التي ترعاها سوزوكي والمعروفة رسميًا باسم كأس سوزوكي 2016 لاتحاد آسيان لكرة القدم، هي النسخة الحادية عشرة من بطولة اتحاد آسيان لكرة القدم، بطولة كرة القدم للدول المنتسبة لاتحاد آسيان لكرة القدم (AFF). ستُجري المسابقة كلها من 19 نوفمبر إلى 17 ديسمبر 2016. بعد اعتراف الفيفا بها كمسابقة "تصنيف أ"، ستَمنح نسخة 2016 من المسابقة نقاط ترتيب دولية لكل مباراة.
أقيمت مرحلة المجموعة من البطولة لأول مرة في ميانمار والفلبين من 19–26 نوفمبر 2016.

## المستضيفون
في اجتماع مجلس اتحاد آسيان لكرة القدم الحادي عشر في نايبيداو يوم 21 ديسمبر 2013، تمت تسمية ميانمار والفلبين كمستضيفين للمسابقة بالشراكة. وستمثل هذه المرة الأولى التي يستضيف كلا البلدين مرحلة المجموعات من المسابقة المذكورة.
انسحب اتحاد الفلبين لكرة القدم (PFF) في البداية كمستضيف مشترك لمرحلة المجموعات في فبراير 2016، معللاً ذلك بمشاكل في ملعب ريزال التذكاري فضلًا عن توافر مكان آخر. وقيل أن المستضيف البديل سيعلن عنه في 12 مارس 2016، مع إعلان ماليزيا والمستضيفين مناصفة سنغافورة وفيتنام بأنهم قدموا أو سيقدموا طلب استضافة. كما أعلنت الفلبين لاحقًا أنها ستستأنف للحفاظ على حقوقها في الاستضافة.
في 7 مارس، قبل اتحاد آسيان لكرة القدم استئناف الفلبين بنيما سميت ماليزيا "مستضيف احتياطي"، مع سحب سنغافورة وفيتنام عطاءاتهم. أمهلت الفلبين حتى 11 مارس من أجل الحصول على عقد لاستخدام ملعب الفلبين الرياضي (PSS) كمكان.

## مرحلة المجموعات

### المجموعة أ
| م | الفريق      | لعب | ف | ت | خ | أ.له | أ.ع | أ.ف | نقاط | التأهل             |
| - | ----------- | --- | - | - | - | ---- | --- | --- | ---- | ------------------ |
| 1 | تايلاند     | 3   | 3 | 0 | 0 | 6    | 2   | +4  | 9    | مرحلة خروج المغلوب |
| 2 | إندونيسيا   | 3   | 1 | 1 | 1 | 6    | 7   | −1  | 4    | مرحلة خروج المغلوب |
| 3 | الفلبين (H) | 3   | 0 | 2 | 1 | 2    | 3   | −1  | 2    |                    |
| 4 | سنغافورة    | 3   | 0 | 1 | 2 | 1    | 3   | −2  | 1    |                    |

| تايلاند                                               | 4–2   | إندونيسيا                     |
| ----------------------------------------------------- | ----- | ----------------------------- |
| - بيرابات نوتشايا 4' - تيراسيل دانغدا 36'، 79'، 90+4' | تقرير | - بواز سولوسا 53' - Lerby 56' |

| الفلبين | 0–0   | سنغافورة |
| ------- | ----- | -------- |
|         | تقرير |          |

| تايلاند             | 1–0   | سنغافورة |
| ------------------- | ----- | -------- |
| - ساراووت ماسوك 89' | تقرير |          |

| إندونيسيا                                | 2–2   | الفلبين                                  |
| ---------------------------------------- | ----- | ---------------------------------------- |
| - فخر الدين أريانتو 7' - بواز سولوسا 68' | تقرير | - ميثاق بهادران 31' - فيل يونغهازبند 82' |

| سنغافورة      | 1–2   | إندونيسيا                          |
| ------------- | ----- | ---------------------------------- |
| - Khairul 27' | تقرير | - Andik 62' - ستيفانو ليليبالي 85' |

| الفلبين | 0–1   | تايلاند             |
| ------- | ----- | ------------------- |
|         | تقرير | - ساراووت ماسوك 81' |

### المجموعة ب
| م | الفريق      | لعب | ف | ت | خ | أ.له | أ.ع | أ.ف | نقاط | التأهل             |
| - | ----------- | --- | - | - | - | ---- | --- | --- | ---- | ------------------ |
| 1 | فيتنام      | 3   | 3 | 0 | 0 | 5    | 2   | +3  | 9    | مرحلة خروج المغلوب |
| 2 | ميانمار (H) | 3   | 2 | 0 | 1 | 5    | 3   | +2  | 6    | مرحلة خروج المغلوب |
| 3 | ماليزيا     | 3   | 1 | 0 | 2 | 3    | 4   | −1  | 3    |                    |
| 4 | كمبوديا     | 3   | 0 | 0 | 3 | 4    | 8   | −4  | 0    |                    |

| ماليزيا                                 | 3–2   | كمبوديا                 |
| --------------------------------------- | ----- | ----------------------- |
| - Syazwan 37' - محمد عمري يحيى 69'، 80' | تقرير | - تشان فاتاناكا 8'، 60' |

| ميانمار       | 1–2   | فيتنام                                  |
| ------------- | ----- | --------------------------------------- |
| - أونغ تو 73' | تقرير | - نغوين فان كويت 24' - لي كونغ فينه 80' |

| ماليزيا | 0–1   | فيتنام      |
| ------- | ----- | ----------- |
|         | تقرير | - Hoàng 80' |

| كمبوديا          | 1–3   | ميانمار                              |
| ---------------- | ----- | ------------------------------------ |
| - سوس سوهانا 14' | تقرير | - زاو مين تون 35'، 40' - أونغ تو 57' |

| فيتنام                                   | 2–1   | كمبوديا       |
| ---------------------------------------- | ----- | ------------- |
| - لي كونغ فينه 20' - نوب تولا 50' (ه.ذ.) | تقرير | - Polroth 65' |

| ميانمار          | 1–0   | ماليزيا |
| ---------------- | ----- | ------- |
| - ديفيد حتان 89' | تقرير |         |

## مرحلة خروج المغلوب

### القوس
|  | نصف النهائي | نصف النهائي        | نصف النهائي | نصف النهائي | نصف النهائي |   |    | النهائي   | النهائي | النهائي | النهائي | النهائي |  |
|  |             |                    |             |             |             |   |    |           |         |         |         |         |  |
|  | أ2          | إندونيسيا (ب.و.إ.) | 2           | 2           | 4           |   |    |           |         |         |         |         |  |
|  | أ2          | إندونيسيا (ب.و.إ.) | 2           | 2           | 4           |   |    |           |         |         |         |         |  |
|  | ب1          | فيتنام             | 1           | 2           | 3           |   |    |           |         |         |         |         |  |
|  | ب1          | فيتنام             | 1           | 2           | 3           |   | أ2 | إندونيسيا | 2       | 0       | 2       |         |  |
|  |             |                    |             |             |             |   | أ2 | إندونيسيا | 2       | 0       | 2       |         |  |
|  |             |                    | أ1          | تايلاند     | 1           | 2 | 3  |           |         |         |         |         |  |
|  | ب2          | ميانمار            | أ1          | تايلاند     | 1           | 2 | 3  | 0         | 0       | 0       |         |         |  |
|  | ب2          | ميانمار            |             |             |             |   |    |           |         | 0       |         |         |  |
|  | أ1          | تايلاند            | 2           | 4           | 6           |   |    |           |         |         |         |         |  |

### نصف النهائي
مباراة الذهاب
| إندونيسيا                                            | 2–1   | فيتنام                       |
| ---------------------------------------------------- | ----- | ---------------------------- |
| - هانساميو ياما براناتا 7' - بواز سولوسا 50' (ركلة.) | تقرير | - نغوين فان كويت 17' (ركلة.) |

| ميانمار | 0–2   | تايلاند                   |
| ------- | ----- | ------------------------- |
|         | تقرير | - تيراسيل دانغدا 24'، 55' |

مباراة الإياب
| فيتنام                        | 2–2 (ب.و.إ.) | إندونيسيا                                               |
| ----------------------------- | ------------ | ------------------------------------------------------- |
| - فو فان تان 83' - Tuấn 90+3' | تقرير        | - ستيفانو ليليبالي 54' - ماناهاتي ليسفيوسين 97' (ركلة.) |

منتخب إندونيسيا لكرة القدم فازت 4–3 في الإجمالي.
| تايلاند                                                                                   | 4–0   | ميانمار |
| ----------------------------------------------------------------------------------------- | ----- | ------- |
| - ساراووت ماسوك 33' - ثيراثون بونماثان 66' (ركلة.) - Siroch 76' - تشاناتيب سونغكراسين 83' | تقرير |         |

منتخب تايلاند لكرة القدم فازت 6–0 في الإجمالي.

### النهائي
مباراة الذهاب
| إندونيسيا                               | 2–1   | تايلاند              |
| --------------------------------------- | ----- | -------------------- |
| - Rizky 65' - هانساميو ياما براناتا 70' | تقرير | - تيراسيل دانغدا 33' |

مباراة الإياب
| تايلاند           | 2–0   | إندونيسيا |
| ----------------- | ----- | --------- |
| - Siroch 38'، 47' | تقرير |           |

تايلاند فازت 3–2 في الإجمالي.

## وصلات خارجية
- بطولة اتحاد آسيان لكرة القدم 2016 على موقع IMDb (الإنجليزية)

- AFF Suzuki Cup 2016 - الموقع الرسمي